# Mine de Rio Tinto
 (décembre 2022).
La mine de Rio Tinto est une mine à ciel ouvert de cuivre située dans la municipalité de la Minas de Riotinto, province de Huelva, en Espagne. Elle est la mine historique de l'entreprise Rio Tinto. Elle a fermé en 2001. Elle est depuis partiellement remplie d'eau.

## Histoire

### Début d'exploitation
Depuis l'Antiquité, le site riche en métaux, situé le long de la rivière Río Tinto était exploité pour sa richesse en cuivre, argent, or, et autres minéraux.
Il semble qu'environ 3000 ans av. J.-C., les Ibères et Tartessiens avaient déjà commencé à exploiter ce site, suivie par les Phéniciens, les Grecs, Romains, Wisigoths, et Maures. 
Après une période d'abandon, ces mines ont été redécouvertes en 1556, puis appropriées par le roi d’Espagne en 1724, année de l'abdication de Philippe V d'Espagne en faveur de son fils aîné Louis Ier.

### Vente de la mine à des intérêts privés
L'activité extractive semble avoir été en Espagne à cette époque assez peu efficace, et l'attention du gouvernement était par ailleurs distraite par des crises politiques et financières. Ceci a conduit le Gouvernement espagnol à vendre ces mines en 1873 à un consortium conduit par un riche industriel britannique Hugh Matheson fondateur de Matheson's Matheson and Company, association comprenant la Deutsche Bank (56 % des parts), la société de Matheson (24 % des parts), et la compagnie de chemins de fer Clark, Punchard and Company (20 % des parts). Le prix de vente a été de 3 680 000 livre sterling (soit 92,8 millions pesetas espagnoles ou 100 millions de francs-or). Il a été démontré par la suite que ce montant était très inférieur à la valeur potentielle de la mine. L'offre comportait une clause précisant que le Gouvernement espagnol renonçait définitivement à tout droit de réclamer des redevances sur la production de la mine, ce qui constitue une clause léonine. Peu après l'achat de la mine, le consortium a créé une société industrielle nommée Rio Tinto, inscrite au registre espagnol des sociétés le 29 mars 1873. 
De 1877 à 1891, la mine de Rio Tinto a été le premier lieu de production mondial de cuivre. En 1890, selon Paul Louis Weiss, la production de cuivre dans le monde atteint 349 000 tonnes, dont plus de 40 000 sortent des mines de Rio Tinto et Tharsis (es). La mine est exploitée pendant 81 ans par le groupe minier Rio Tinto, jusqu'au milieu du XXe siècle, puis par les travailleurs, et est définitivement abandonnée en 2001. La région revient ensuite à la pratique de l'agriculture, comme activité principale.

### Lesteleraset l'année de la fusillade (1888)
Le 4 février 1888, peu après l’arrivée du nouveau directeur général, William Rich, nommé par de nouveaux actionnaires de l'entreprise Rio Tinto, essentiellement londoniens, une manifestation de mineurs et d’agriculteurs qui protestaient contre les fumées des teleras (système de calcination du minerai en plein air) et les conditions de travail misérables fut réprimée par l’armée. Bien que le Gouvernement central et la Compagnie minimisèrent l’événement, l’on estime a plus de deux cents le nombre de morts. Ces faits sanglants sont connus dans la province de Huelva sous le nom d’« année de la fusillade » (año de los tiros).
Les teleras étaient pratiquées dans la zone depuis le début du siècle. Mais avec l’arrivée des Anglais, cet usage s’est intensifié considérablement au point que l’on estime qu’étaient ainsi calcinées 500 tonnes par an. La situation avait un certain écho au niveau national, et dans la province la population se divisait entre « fumistes » (humistas), qui soutenaient leur utilisation comme symbole de progrès, et « antifumistes » (antihumistas), qui critiquaient l’énorme pollution (de fait, les fumées dégagées par les teleras polluaient l’ensemble de la région, et étaient parfois visibles dans la sierra de Séville, et même à Ayamonte et au Portugal). C’est pourquoi, dès 1877 les premières plaintes furent adressées au gouvernement de Cánovas del Castillo, qui aboutirent à la publication d’un arrêté du 22 juillet 1879, qui ne faisait qu’accorder de faibles indemnisations des dommages causés aux cultures, légalisant ainsi d’une certaine manière l’usage de ces calcinations, en dépit des décès de travailleurs de la zone qu’elles avaient causés (décès que les médecins de la Compagnie attribuaient à des maladies congénitales des travailleurs).
Les municipalités, quant à elles, tentèrent d’interdire ces pratiques. Mais le Gouvernement, sous l’influence de la Compagnie et des journaux conservateurs comme La Provincia, abrogeait systématiquement les arrêtés municipaux.
Le niveau du mécontentement était tel, que propriétaires terriens et journaliers, que la pollution privait de leurs moyens d'existence, s’unirent aux protestations ouvrières et « environnementales » des mineurs. C’est ainsi que le 30 janvier de cette année 1888, une manifestation emmenée par l’anarco-syndicaliste cubain Maximiliano Tornet se présente à la mairie de la localité pour remettre une série de revendications, parmi lesquelles la cessation des calcinations en plein air. Ce n'est que le 29 décembre de la même année que le Gouvernement décrètera que l'usage de ce type de calcinations (interdit en Grande-Bretagne sept années auparavant) doit être réduit.
Le 1er février, une grève commence dans le bassin minier, qui conduit le Gouverneur Civil à cantonner à Huelva deux compagnies du régiment du général Pavía commandées par le lieutenant-colonel Ulpiano Sánchez. Les jours suivants, malgré les tentatives de médiation de la Guardia Civil, se produisirent des incidents violents, la municipalité et le gérant de la Compagnie, William Rich, n’acceptant aucune négociation et alertant probablement la capitale afin qu’elle envoie l’armée à Riotinto.
Le 4 février au matin, s’organise une nouvelle manifestation, à laquelle se joignent des habitants de la ville proche de Nerva et des zones limitrophes, et une délégation se présente à la mairie pour exposer leurs revendications. La place de la Constitution de la localité est pleine de travailleurs, de femmes et d’enfants et l’on estime qu’il y avait douze mille manifestants. Il s’agissait d’une manifestation pacifique, mais, sans que l’on ait jamais su exactement par qui, l’ordre fut donné aux soldats de Pavía d’ouvrir le feu sur la foule, les soldats ayant ensuite achevé les blessés à coups de baïonnettes.
On ne sait pas ce que sont devenus les corps, vraisemblablement ensevelis sous des décombres de la mine. Ces faits tragiques, qui ont causé une forte émotion nationale et internationale, peuvent être considérés comme une des premières manifestations écologiques mais, malgré un décret-royal du ministre José Luis Albareda, les teleras ne furent totalement interdites en Espagne qu’en 1907. 